# Совместительство
Совмести́тельство — это форма вторичной занятости, при которой, в свободное от основной работы время, человеком выполняется другая регулярная оплачиваемая работа.
На условиях совместительства работник может работать как у того же работодателя, у которого он трудится на основной работе, так и у другого работодателя. Работа по совместительству у того же работодателя называется «внутреннее совместительство», а работа у другого работодателя — «внешнее совместительство».

## Особенности совместительства в Российской Федерации
В РФ работа по совместительству определяется в статье 60.1 ТК РФ, а особенности труда на условиях совместительства регулируются главой 44 ТК РФ.
В случае оформления работника на условиях совместительства, в штатном расписании предусматривается полный оклад, а в трудовом договоре указывается, что работник работает на условиях совместительства. Продолжительность работы в соответствии с трудовым законодательством не может быть более 4 часов в день (что неофициально называется «0,5 ставки»), если работник в этот день работает по основному месту работы. В дни, когда по основному месту работы работник свободен от исполнения трудовых обязанностей, он может работать по совместительству полный рабочий день (смену). В течение одного месяца (учётного периода) продолжительность рабочего времени при работе по совместительству не должна превышать половины месячной нормы рабочего времени за этот месяц (нормы рабочего времени за учетный период), установленной для соответствующей категории работников.
Оплачивается работа по совместительству пропорционально отработанному времени, в зависимости от выработки либо на других условиях, определенных трудовым договором.
Отпуск предоставляется одновременно с отпуском по основной работе.
При совместительстве с работником заключается отдельный трудовой договор, работнику присваивается отдельный табельный номер (даже если это внутреннее совместительство), в табеле работа по совместительству учитывается отдельной строкой.
К примеру, работник аппарата прикомандированных сотрудников ФСБ трудится по совместительству.